# Scolymia cubensis
Scolymia cubensis är en korallart som beskrevs av Milne Edwards och Jules Haime 1849. Scolymia cubensis ingår i släktet Scolymia och familjen Mussidae. IUCN kategoriserar arten globalt som livskraftig. Inga underarter finns listade i Catalogue of Life.